# San Clemente (Hiszpania)
San Clemente – gmina w Hiszpanii, w prowincji Cuenca, w Kastylii-La Mancha, 6 886 (2006) mieszkańców.